# 上原弘久
上原 弘久（うえはら ひろひさ、1962年1月25日 - ）は、日本の実業家。T&Dホールディングス代表取締役社長。

## 人物・経歴
長野県出身。1980年長野県須坂高等学校卒業。1984年学習院大学経済学部卒業、太陽生命保険入社。運用企画部長、T&Dアセットマネジメント取締役を経て、2011年T&Dホールディングス執行役員経営企画部長。2012年T&Dフィナンシャル生命取締役。2014年太陽生命保険取締役執行役員。2015年太陽生命保険取締役常務執行役員。2016年太陽生命保険取締役専務執行役員。2017年T&Dホールディングス代表取締役副社長。2018年から中核子会社社長未経験者としては初となるT&Dホールディングス代表取締役社長を務め、新事業の開拓や運用部門の強化を進めた。